# Маленд, Моника
Моника Маленд (норв. Monica Mæland; род. 6 февраля 1968, Берген, Берген) — норвежский адвокат, политический и государственный деятель. Член партии Хёйре. В прошлом — министр юстиции и по чрезвычайным ситуациям Норвегии (2020—2021), министр местного самоуправления и регионального развития Норвегии (2018—2020), министр торговли и промышленности Норвегии (2013—2018). Ранее работала главным комиссаром Бергена с 2003 по 2013 годы.

## Биография
Моника Маленд родилась 6 февраля 1968 года в Бергене. Дочь типографа Отто Хельге Маленда (Otto Helge Mæland; 1945—2019) и сиделки Эсхильд Миренг (Åshild Myreng; 1948—2000).
В 1987 году окончила гимназию в Арендале. В 1991 году окончила Бергенский университет. В 1994 году получила звание кандидата юридических наук в Университете Осло.
С 1994 по 1999 год занималась адвокатской деятельностью в фирме Drevland & Co.
Маленд была избрана в муниципальный совет Бергена в 1999 году. Была членом президиума (formannskap) в 1999—2000 годах, в 1999—2003 годах — главой совета коммуны (kommuneråd), в 2003—2013 годах — главой городского совета (byråd). Она создала свой первый кабинет 27 октября 2003 года. Первый кабинет состоял из Консервативной партии, Христианской народной партии и Либеральной партии. После местных выборов 2007 года оно сформировала свой второй кабинет, в большинстве состоящий из Христианской народной партии и Партии прогресса. Эта партия вышла из кабинета 28 апреля 2009 года из-за несогласия о продлении срока действия платы за финансирование программы Бергена для транспорта, градостроительства и окружающей среды. Через год партия вернулась в городской совет, а политическое сотрудничество было восстановлено на основе соглашения, подписанного после выборов 2007 года. После выборов 2011 года Моника Маленд образовала свой третий кабинет, с теми же партиями, что и в предыдущем кабинете. Маленд являлась вторым главой совета Бергена после введения новой парламентской системы в 2000 году, и единственной, кто был избран на второй срок.
В 1983 году вступила в молодёжную организацию Консервативной партии. В 1985—1986 годах — лидер молодёжной организации Консервативной партии, в 1987—1988 годах — заместитель председателя. В 1995—1996 годах возглавляла женский форум Консервативной партии в Бергене. В 1996—1997 годах была вторым заместителем председателя Консервативной партии в Бергенхусе, в 1997 году — председателем. В 1997—2002 годах — первый заместитель председателя Консервативной партии в фюльке Хордаланн, в 2002—2004 годах — председатель.
В 1998—2002 годах — член правления Норвежского государственного жилищного банка (Husbanken) при Министерстве местного самоуправления и регионального развития Норвегии, в 2002—2006 годах — председатель правления Husbanken. В 2005—2013 годах — председатель правления офиса Западной Норвегии в Брюсселе (Vest-Norges Brusselkontor). В 2009—2013 годах — член правления KLP Fondsforvaltning.
16 октября 2013 года назначена министром торговли и промышленности Норвегии в правительстве Эрны Сульберг.
17 января 2018 года назначена министром местного самоуправления и регионального развития Норвегии. С 18 по 31 декабря 2019 года исполняла обязанности министра торговли и промышленности Норвегии.
24 января 2020 года назначена министром юстиции и по чрезвычайным ситуациям Норвегии.